# 岡山大学附属小学校・中学校
岡山大学附属小学校・中学校（おかやまだいがくきょういくがくぶふぞくしょうがっこう・ちゅうがっこう、The Elementary and Junior High School Attached to Okayama University または Okayama University Elementary and Junior High School）は、岡山県岡山市中区東山にある岡山大学附属の小学校・中学校。略称はそれぞれ、「附小」、「附中」。特に中学校では，他の附属中と区別するため「岡附」と呼ばれることもある。

## 概要
歴史
小学校は1876年（明治9年）に県立「岡山師範学校附属小学校」として、中学校は1947年（昭和22年）に官立（国立）「岡山師範学校男子部附属中学校」として開校した。2017年（平成29年）に中学校で創立70周年を迎え、岡山シンフォニーホールで記念式典を挙行した。
2025年(令和7年)には教育学部附属から大学附属学校へと改組した。それに伴い、学校名は「岡山大学教育学部附属小学校・中学校」から「岡山大学附属小学校・中学校」へと改名した。
校訓（学校教育目標）
小学校
「やさしく かしこく すなおに」
中学校
「自主自律 豊かな心で たくましく」
校章
小学校
撫子の花弁の絵を背景に、「附小」の文字（縦書き）を置いている。
中学校
「附中」の文字（縦書き）が置かれている。
校歌
小学校
作詞は附属小学校教官、作曲は宮原禎次による。歌詞は2番まであり、両番とも「附属のこども」で終わる。
中学校
作詞は松枝貞子、作曲は菱川欣三郎。歌詞は3番まである。もともとは、附属幼稚園、小学校、中学校の全てを含めた附属学園の園歌として作られたものである。
青春（附属中学校創立30周年制定生徒歌）
作詞は佐藤由利香、作曲は森本園子。歌詞は２番までで、附属中学校創立30周年を記念して作られた。生徒会選挙など、生徒が主体となって行われる行事でよく歌われる。

## 沿革
師範学校（男子）時代から現在まで
- 1876年（明治9年）4月 - 県立「岡山師範学校附属小学校」が設置される。
- 1885年（明治18年）3月 - 「岡山学校附属小学校」と改称。
- 1886年（明治19年）8月 - 「岡山県尋常師範学校附属小学校」と改称。
- 1898年（明治31年）4月 - 「岡山県師範学校附属小学校」と改称。
- 1941年（昭和16年）4月1日 - 国民学校令により、「岡山県師範学校附属国民学校」と改称。
- 1943年（昭和18年）4月1日 - 師範学校の統合、官立（国立）移管に伴い、官立「岡山師範学校男子部附属国民学校」と改称。
- 1947年（昭和22年）4月1日 - 学制改革（六・三制）の実施
  - 旧・国民学校初等科を改組し、「岡山師範学校男子部小学校」とする。
  - 旧・国民学校高等科を改組し、「岡山師範学校男子部中学校」（新制）とする。
    - 旧・女子部国民学校児童のうち岡山市在住者を男子部小・中学校に収容。
- 1949年（昭和24年）
  - 4月 - 女子部附属小学校を統合し、「岡山師範学校附属小学校・中学校」となる。
  - 5月31日 - 新制大学岡山大学の発足により、「岡山大学岡山師範学校附属小学校・中学校」となる。
- 1951年（昭和26年）4月1日 - 岡山師範学校の廃止により、「岡山大学教育学部附属小学校・中学校」と改称。
- 2004年（平成16年）4月1日 - 国立大学法人化される。
- 2008年（平成20年）3月 - 小学校の新校舎が完成。
- 2009年（平成21年）4月1日 - 岡山市の政令指定都市移行に伴い、住所表記に中区が加わる。
- 2025年（令和7年）4月1日-岡山大学の組織変更により、附属学校園が教育学部所管から移管。これに伴い、「岡山大学附属小学校・中学校」（現校名）と改称。[4]

師範学校（女子）時代
- 1904年（明治37年）4月 - 「岡山女子師範学校附属小学校」が設置される。
- 1941年（昭和16年）4月1日 - 国民学校令により、「岡山女子師範学校附属国民学校」と改称。
- 1943年（昭和18年）4月1日 - 師範学校の統合、官立（国立）移管に伴い、官立「岡山師範学校女子部附属国民学校」と改称。
- 1947年（昭和22年）4月1日 - 学制改革（六・三制）の実施
  - 旧・国民学校初等科を改組し、「岡山師範学校女子部小学校」とし、児島郡福田村立第四小学校（現・倉敷市立第四福田小学校[5]）に併設。
- 1948年（昭和23年）4月 - 女子部が福田村立第四小学校との併設を解消し、男子部小学校の校地に統合移転。
- 1949年（昭和24年）4月 - 男子部附属小学校に統合され、廃止。

## 部活動（中学校）
運動部
- 野球部（軟式）
- サッカー部
- 陸上競技部
- バスケットボール部（男女別）
- バドミントン部
- バレーボール部（女子のみ）
- 卓球部
- 剣道部
- 硬式テニス部[注 1]

文化部
- 科学部 （科学班・技術班）
- 家庭部
- 美術部
- 吹奏楽部

## 委員会（中学校）
- 生徒会執行部（後期〜翌年度前期）
- 生徒委員会
- 生活委員会
- 環境委員会
- 保健委員会
- 体育委員会
- 環境委員会
- 図書委員会
- レクリエーション委員会
- 視聴覚委員会
- 選挙管理委員会（前期のみ）

特に但し書きのない場合、任期は前期または後期の半年間である。
生徒会執行部には委員長1名（2年（後期時点の学年））、副委員長2名（1年・2年）、広報、書記、会計をおく。また、各種委員会には委員長・副委員長（どちらも3年）をおく。

## 著名な出身者
- 逢沢一郎（衆議院議員）
- 江田憲司（衆議院議員）
- 山下貴司（衆議院議員）
- 藤井基之（参議院議員）
- 大橋洋治（実業家）
- 岸本尚毅（俳人）
- 甲本ヒロト（ザ・クロマニヨンズ）
- 小島梨揮（ウィルゲート創業者）
- 水道橋博士（浅草キッド）
- 高畑勲（アニメ演出家）
- 植松哲平（ラジオパーソナリティー）
- 武鑓正芳（テニス選手）
- 木村正明（株式会社ファジアーノ岡山スポーツクラブ社長）
- 水木れいじ（作詞家 一般社団法人日本作詩家協会常務理事）
- 川口真（作曲家 公益社団法人日本作曲家協会顧問）
- 小六禮次郎（作曲家 日本作編曲家協会副会長）
- 中江功（フジテレビジョン編成制作局 制作センター 第一制作部。テレビドラマのディレクター・映画監督）
- 伊原木隆太（公選18~20代岡山県知事）
- 中川智正（元オウム真理教幹部。元死刑囚。2018年死刑執行。）

## 交通アクセス
- 岡山駅方面から
  - 岡山電気軌道東山本線乗車、「東山・おかでんミュージアム駅停留場」下車。
  - 両備バス「西大寺行き」乗車、「東山」下車。
- 天満屋バスステーション方面から
  - 両備バス「西大寺行き」乗車、「東山」下車
- 円山・益野・西大寺・牛窓方面から
  - 両備バス「岡山駅行き」乗車、「東山」下車。
- 備前市・瀬戸町・東岡山・四御神方面から
  - 宇野バス「岡山駅行き」乗車、「朝日高前」下車。乗り換え。「古京」から両備バス「西大寺行き」乗車、「東山」下車。

## 周辺
- 山陽学園中学校・高等学校
- 岡山県立岡山東商業高等学校
- パークス東山店（旧リョービプラッツ）
- 岡山市消防局中消防署旭東出張所
- 岡山電気軌道東山本線
- 岡山県道28号岡山牛窓線